# Sielbek
|  | Per a altres significats, vegeu «Sielbeck». |

El Sielbek és un afluent del riu Alster a Alemanya. Neix al municipi de Jersbek al districte de Stormarn. Desemboca a l'Alster a Rade, un nucli de Tangstedt.
El 1996, el municipi de Jersbek va començar un primer projecte de 300 metres de renaturalització del Sielbek. Es va reconstruir el llit antic, rectificat als anys 60 del segle xx. Això va alentir el cabal i pujar el nivell d'uns 70 centimètres. El mantell aqüífer també va pujar, fet que va contribuir a crear nous biòtops i augmentar les capacitats d'autoneteja del rec. Tot això va augmentar la biodiversitat i va tornar el rec més accessible als peixos migrants.
L'any 2000 va fer-se una segona fase de renaturalització. Calia una solució per al desguàs de les noves urbanitzacions dels afores. Va valorar-se i finalment es decidí que renaturalitzar el rec al seu llit original ample i meandrós seria més econòmic que la canalització i la construcció de conques de dipòsit. La capacitat d'absorció d'aigua augmenta quan hi ha pluges abundants, això va reforçar i ampliar els efectes positius del primer projecte de 1996. El govern de l'estat de Slesvig-Holstein va inscriure el rec a la llista de rius per als quals la renaturalització és d'importància supralocal per a atènyer l'objectiu d'augmentar la varietat de biòtops i recrear marges vius.
Sielbeck també és el topònim d'un nucli del municipi d'Eutin a Ostholstein.

## Afluents
- Wiemersbek
- Eisenbek
  - Hardebek

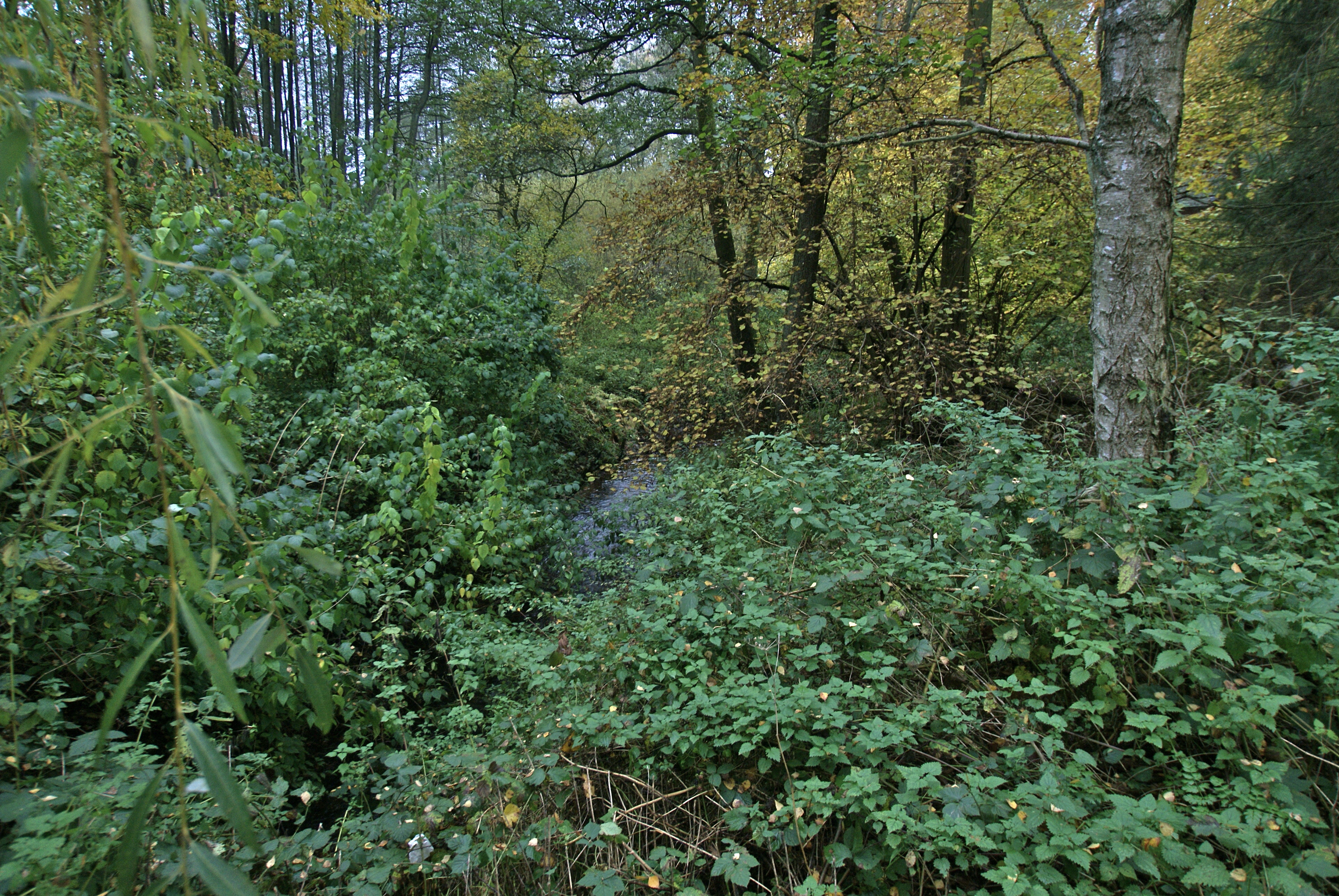
El riu gairebé desaparegut sota la vegetació opulent a Rade a prop de la confluència amb l'Alster
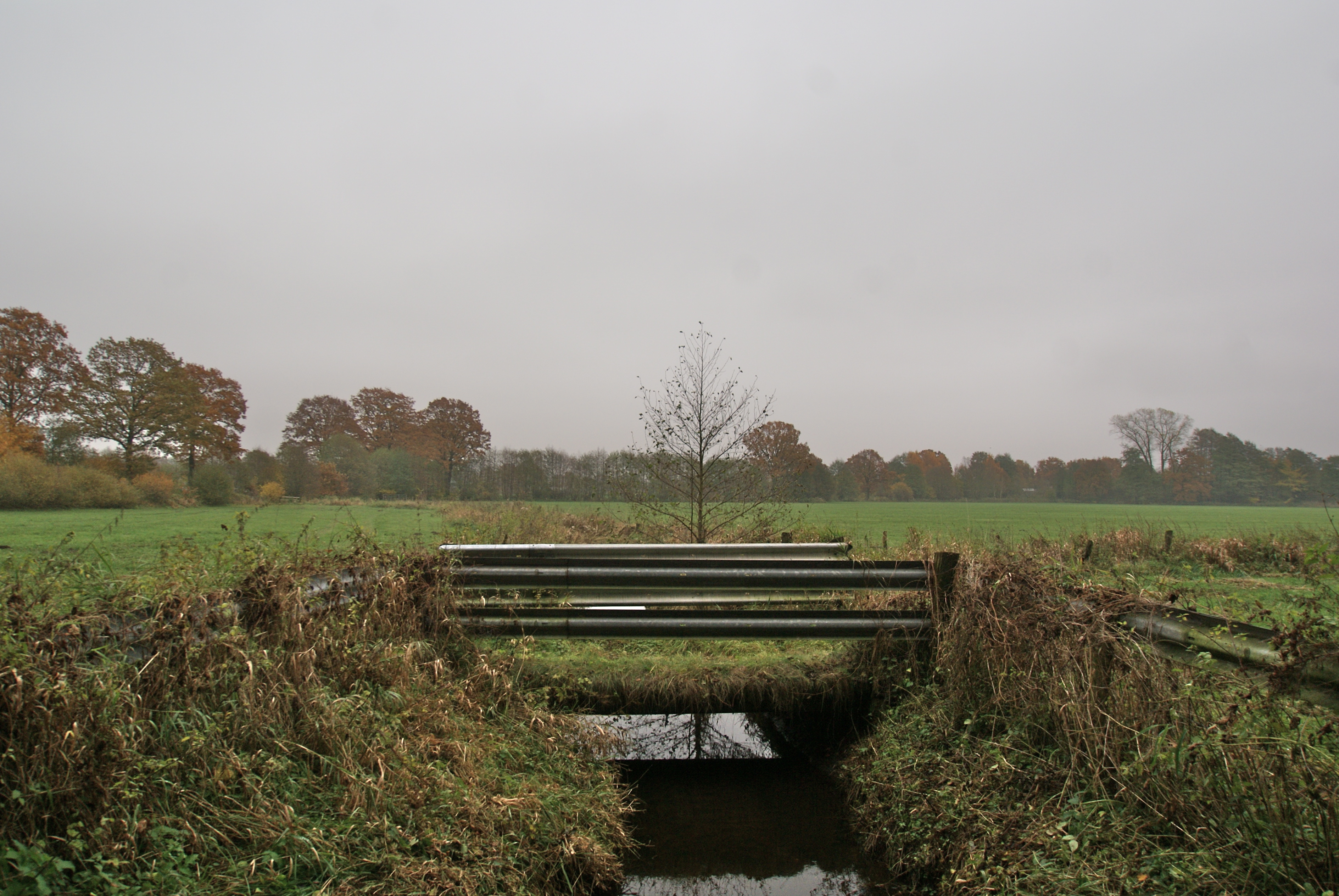
El riu encara canalitzat en sortir de l'aiguamoll del Wiemerskamper Moor